# Kiel Auditorium
Le Kiel Auditorium (auparavant Municipal Auditorium de 1934 à 1943) était une salle omnisports située à Saint-Louis dans le Missouri, nommé ainsi en l'honneur de l'ancien maire de Saint-Louis, Henry Kiel. Il a été construit en 1934. Sa capacité est de 9300 places pour les matchs de basket-ball et pour les concerts.
Le Kiel Auditorium a remplacé le Saint-Louis Coliseum en tant que principal salle de Saint-Louis.
C'était la salle de l'université de Saint-Louis en NCAA et des Saint-Louis Hawks en NBA de 1955 à 1968.
Il a accueilli le NWA World Heavyweight Championship de 1959 à 1986.
Le Kiel Auditorium a été détruit en 1992.
Le Scottrade Center est actuellement la salle qui se situe sur l'emplacement du Kiel Auditorium.

## Événements
- NBA All-Star Game 1958
- NBA All-Star Game 1962
- NBA All-Star Game 1965
- NWA World Heavyweight Championship